# ژان-کریستوف توفنل
ژان-کریستوف توفنل (فرانسوی: Jean-Christophe Thouvenel‎؛ زادهٔ ۸ اکتبر ۱۹۵۸) بازیکن سابق فوتبال اهل فرانسه است.
از باشگاه‌هایی که در آن بازی کرده‌است می‌توان به باشگاه فوتبال سروت ۱۸۹۰، باشگاه فوتبال بوردو و باشگاه فوتبال لو آور اشاره کرد.